# François Cevert
Albert François Cevert Goldenberg (ur. 25 lutego 1944 w Paryżu, zm. 6 października 1973 w Watkins Glen) – francuski kierowca Formuły 1.

## Wczesna kariera
Po wygraniu francuskich Mistrzostw F3 w 1968 roku, w 1969 Cevert dołączył do zespołu Tecno w Formule 2. Wywalczył trzecią pozycję w Grand Prix Niemiec (w latach 60. na Nürburgringu ścigali się razem kierowcy F1 i F2). Kiedy w tym samym roku na torze Palace Crystal uległ tylko najszybszemu Jackie Stewartowi, zauważył go Ken Tyrrell i postanowił zatrudnić młodego Francuza.

## Formuła 1
W 1970 roku, kiedy Johnny Servoz-Gavin nieoczekiwanie odszedł z teamu Tyrrell po zaledwie trzech wyścigach, Cevert zajął jego miejsce. Po udanym debiucie w Grand Prix Holandii na Zandvoort za kierownicą March 701 młody utalentowany kierowca był numerem 2, jeżdżąc u boku broniącego tytułu Stewarta. Debiutant został ogłoszony następcą trzykrotnego mistrza świata, a zarazem stał się jego podopiecznym. W barwach Tyrrell Racing Organisation wystartował w 9 wyścigach, z czego 3 nie ukończył z powodu awarii. Zwykle dojeżdżał w pierwszej dziesiątce i raz na punktowanej pozycji kończąc mistrzostwa z dorobkiem 1 punktu.

## Rozwój kariery
Rok 1971 to kolejne starty w barwach Elf Team Tyrrell, który zbudował nowy bolid. Debiut w nowym bolidzie nie był wyjątkowo udany. Pierwszy wyścig 1971 roku (Grand Prix RPA) poszedł nie po jego myśli, ponieważ Cevert rozbił się. W Hiszpanii był 7., potem znowu dwa razy nie przekroczył linii mety. Dopiero we Francji pokazał swoje umiejętności i wyjątkowość bolidu dojeżdżając tuż za Stewartem ze stratą 28,12. Wynik z Francji powtórzył w Niemczech znów dojeżdżając za liderem zespołu. W końcu na ostatnim Grand Prix Stanów Zjednoczonych na Watkins Glen odniósł swoje pierwsze zwycięstwo w karierze. Wystartował z 5. pozycji i pomimo problemów z oponami, które nękały także Stewarta, na 14. okrążeniu wyprzedził mistrza. Na 43. okrążeniu Jacky Ickx ustanowił najszybsze okrążenie zmniejszając stratę do 2,2 sek. i wtedy w jego Ferrari na skutek awarii skrzyni biegów nastąpił wyciek oleju. Ickx, nie zdając sobie z tego sprawy, rozlewał olej po całym torze. To właśnie na plamie oleju wpadł w poślizg McLaren Denny’ego Hulme'a, po czym uderzył w barierę i uszkodził zawieszenie. Cevert przeszedł jak burza, wysunął się na prowadzenie i już nie oddał swojej pozycji. Cevert został drugim francuskim zwycięzcą Grand Prix. Na koniec mistrzostw stanął na najniższym stopniu podium z dorobkiem 26 punktów.

## Kryzys
W roku 1972 wielkie oczekiwania Stewarta i Tyrrella nie zostały spełnione. Teraz Emerson Fittipaldi był ulubieńcem mediów i to on doprowadził Lotusa do mistrzostwa konstruktorów. Cevert tylko trzy razy dojechał na punktowanej pozycji. Jadąc zeszłorocznym Tyrrellem 002 był drugi w Belgii. Po debiucie Tyrrella 006 nie ukończył Grand Prix Kanady z powodu awarii skrzyni biegów. Za to Grand Prix Stanów Zjednoczonych wywalczył drugie miejsce. Cevert był rozczarowany sezonem, tym bardziej, że w 24 godzinnym Le Mans, kierując Matra – Simca 670 z Howdenem Ganleyem z Nowej Zelandii został sklasyfikowany na drugiej pozycji.

## Śmierć
W 1973 roku Tyrrell był topowym zespołem. Nowy bolid był wyśmienity. Cevert był posłusznym kolegą z zespołu. Wykonywał polecenia szefa zespołu i ustępował miejsca wielkiej gwieździe Formuły 1, Stewartowi. Jednak wszystko było robione pod Stewarta, bo to on był numerem jeden. Widząc, że nadejdzie moment, gdy uczeń pokona mistrza, Szkot planował potajemnie zakończenie kariery po ostatnim w sezonie Grand Prix Stanów Zjednoczonych.
François Cevert zginął podczas jednej z sesji treningowych przed Grand Prix na torze Watkins Glen. W szybkiej szykanie w sekcji „The Esses” (kombinacja szybkich łuków pod górę), Cevert wszedł nieostrożnie w zakręt i bolid wybiło na krawężniku. Niebieski Tyrrell wyleciał na zewnętrzną stronę toru, po czym uderzył w barierę. „To było nieprawdopodobne” – jak opisał całe zdarzenie Niki Lauda w swojej książce „Art and Science Grand Prix Driving”. W momencie uderzenia bariera odgięła się i bolid wystrzelił na wewnętrzną stronę, po czym uderzył w następną barierę pod kątem 90°. Pojazd przewrócił się i wylądował kołami do góry na barierze. Siła uderzenia była tak duża, że barierę wyrwało z mocowaniem z ziemi. Kierowca poniósł śmierć na miejscu, w wyniku odniesionych obrażeń.
Jackie Stewart był jednym z pierwszych na miejscu tragedii i później powiedział: „Zostawili go, bo wyraźnie było widać, że jest martwy”.
Gdy wznowiono sesję treningową, Stewart pojechał sprawdzić, co mogło być przyczyną wypadku przyjaciela z teamu. Przeprowadził prywatne śledztwo i doszedł do następujących wniosków: on sam zamierzał przejechać kompleks Bridge na piątym biegu. Wtedy na wyjściu z zakrętu silnik byłby na niskich obrotach. Cevert wszedł w Bridge na czwartym biegu na maksymalnych obrotach silnika, co miało mu pozwolić na przyspieszenie w miejscu połączenia zakrętów. Stewart zauważył, że Tyrrell zawsze zachowywał się nerwowo w tej sekcji toru Watkins Glen z powodu krótkiego rozstawu osi w bolidzie. Wiedział, że przejechanie tej sekcji na wyższym biegu było bezpieczniejsze, ale mogło oznaczać stratę czasową, gdyby wszedł źle w zakręt. Agresywniejszy sposób jazdy Ceverta prawdopodobnie przyczynił się do tego wypadku.
W chwili śmierci Cevert miał 29 lat i 224 dni.
Syn Charlesa Goldenberga (1901–1985), François Cevert został pochowany w Cimétiere de Vaudelnay we wsi Vaudelnay, Maine i Loara. Jego grób jest przykryty czarnym marmurem i mosiądzem.
François Cevert odszedł w momencie swojej największej popularności. Został zapamiętany jako jeden z najlepszych kierowców Formuły 1.

## Wyniki w Formule 1
| Legenda oznaczeń w tabelach wyników Wyświetl szablon na nowej stronie | Legenda oznaczeń w tabelach wyników Wyświetl szablon na nowej stronie                                                                     |
| Oznaczenie                                                            | Wyjaśnienie |
| --------------------------------------------------------------------- | --- |
| Złoty                                                                 | Zwycięzca lub mistrzostwo |
| Srebrny                                                               | 2. miejsce lub wicemistrzostwo |
| Brązowy                                                               | 3. miejsce lub II wicemistrzostwo |
| Zielony                                                               | Ukończył, punktował (w klasyfikacji generalnej, gdy zdobył co najmniej jeden punkt na przestrzeni sezonu, poza trzema powyższymi opcjami) |
| Niebieski                                                             | Ukończył, nie punktował (w klasyfikacji generalnej, gdy nie zdobył co najmniej jednego punktu na przestrzeni sezonu)                      |
| Czerwony                                                              | Nie zakwalifikował się (NZ) |
| Czerwony                                                              | Nie prekwalifikował się (NPK) |
| Różowy                                                                | Nie ukończył (NU) |
| Różowy                                                                | Niesklasyfikowany (NS) (w klasyfikacji generalnej, gdy nie został sklasyfikowany w żadnym wyścigu sezonu)                                 |
| Czarny                                                                | Zdyskwalifikowany (DK) |
| Czarny                                                                | Wykluczony (WYK/EX) |
| Biały                                                                 | Nie wystartował (NW) |
| Biały                                                                 | Kontuzjowany (K/INJ) |
| Biały                                                                 | Wyścig odwołany (OD/C) |
| Bez koloru                                                            | Został wycofany (WYC/WD) |
| Bez koloru                                                            | Nie przybył (NP/DNA) |
| Bez koloru                                                            | Nie brał udziału w treningach (NT/DNP) |
| Bez koloru                                                            | Nie został zgłoszony (–) |
| Pogrubienie                                                           | Start z pole position |
| Kursywa                                                               | Najszybsze okrążenie wyścigu |
| †                                                                     | Nie ukończył, ale jego rezultat został zaliczony ze względu na przejechanie więcej niż 90% dystansu wyścigu.                              |
| *                                                                     | Sezon w trakcie |
| 1/2/3                                                                 | Punktowana pozycja w sprincie kwalifikacyjnym                                                                                             |
| Lista systemów punktacji Formuły 1                                    | |

| Rok  | Zespół                      | Bolid       | Silnik  | 1      | 2      | 3      | 4      | 5      | 6      | 7      | 8      | 9      | 10     | 11     | 12     | 13     | 14     | 15     | Poz. | Pkt. |
| ---- | --------------------------- | ----------- | ------- | ------ | ------ | ------ | ------ | ------ | ------ | ------ | ------ | ------ | ------ | ------ | ------ | ------ | ------ | ------ | ---- | ---- |
| 1970 | Tyrrell Racing Organisation | March 701   | Ford V8 | RSA    | ESP    | MON    | BEL    | NED NU | FRA 11 | GBR 7  | GER 7  | AUT NU | ITA 6  | CAN 9  | USA NU | MEX NU |        |        | 23   | 1    |
| 1971 | Elf Team Tyrrell            | Tyrrell 002 | Ford V8 | RSA NU | ESP 7  | MON NU | NED NU | FRA 2  | GBR 10 | GER 2  | AUT NU | ITA 3  | CAN 6  | USA 1  |        |        |        |        | 3    | 26   |
| 1972 | Elf Team Tyrrell            | Tyrrell 002 | Ford V8 | ARG NU | RSA 9  | ESP NU | MON NS | BEL 2  | FRA 4  | GBR NU | GER 10 | AUT 9  | ITA NU |        |        |        |        |        | 6    | 15   |
| 1972 | Elf Team Tyrrell            | Tyrrell 006 | Ford V8 |        |        |        |        |        |        |        |        |        |        | CAN NU | USA 2  |        |        |        | 6    | 15   |
| 1973 | Elf Team Tyrrell            | Tyrrell 006 | Ford V8 | ARG 2  | BRA 10 |        | ESP 2  | BEL 2  | MON 4  | SWE 3  | FRA 2  | GBR 5  | NED 2  | GER 2  | AUT NU | ITA 5  | CAN NU | USA NW | 4    | 47   |
| 1973 | Elf Team Tyrrell            | Tyrrell 005 | Ford V8 |        |        | RSA NS |        |        |        |        |        |        |        |        |        |        |        |        | 4    | 47   |